# Гюзелева-Вульпе, Богдана
Богдана Гюзелева-Вульпе (болг. Богдана Гюзелева-Вулпе; февраль 1878 , Велико-Тырново, Османская империя — 28 мая 1932, София, Третье Болгарское царство) — болгарская оперная певица, сопрано, музыкальный педагог, композитор, считается первой женщиной-композитором в Болгарии.
Жена болгарского певца Ивана Вульпе, их сын — Николай Вульпе (1904—1987), певец и актёр.

## Биография
В 1897—1899 годах училась вокалу в Дрезденской консерватории.
В 1903 году она вышла замуж за Ивана Вульпе и они поселились в Иркутске, где преподавали в музыкальной школе и пели, как оперные певцы городского театра.
В 1907 году вернулись в Болгарию, где стали соучредителями Болгарского оперного общества вместе с такими деятелями болгарской оперной сцены, как Константин Михайлов-Стоян, Драгомир Казаков, Димитр Попиванов , Стоян Николов и другие.
Участвовала в спектаклях оперы «Дружба» — сначала с небольшими ролями в отдельных ариях, а позже и с центральными ролями, первой из которых была Неда в опере "Паяцы" Руджеро Леонкавалло. Среди других партий, которые она исполняла — «Бедная женщина» в одноимённой опере Эммануила Манолова, Тамара в «Демоне» Антона Рубинштейна, Ирина в «Бориславе» Георги Атанасова и др.
В 1917 году отправилась в Вену (Австрия), а затем в Измир (Турция). В 1928 году  вернулась в Болгарию и работала преподавателем вокала до своей смерти в 1932 году.
Наряду с исполнительской занималась и творческой деятельностью, сочинив в общей сложности три оперы , три оперетты, симфонические картины на народные мотивы, песни на стихи Генриха Гейне и других авторов на основе собственных либретто. Свою первую оперу «Психея» написала в 1915 году и поставила её на Софийской сцене 30 марта, исполнив роль самой Астры. Две другие её оперы — «Феррандо» по поэме Лермонтова «Испанцы» и «Пародия», созданная в Измире. Три её оперетты — «Любовь», «Махараджа» и «Союзники».